# 今泉廉
今泉 廉（、生年不詳 - ）は、日本の元俳優、演劇講師。本名は今泉 廉（）。

## 来歴・人物
1947年、第2期東宝ニューフェイスとして東宝に入社。同期には塩沢とき、杉葉子、越後憲がいる。
特撮映画を中心に、ジャンルを問わず、多くの作品に出演した。端正な顔立ちで、特撮作品では白衣の役が多い。
俳優は早くに離れて東宝演劇部の講師に転向した。また、後に自宅で俳優養成所を運営していたという。

## 出演作品
全て製作・配給は「東宝」である。
- 青い山脈（1949年、今井正監督） - 高校生
- また逢う日まで（1950年、今井正監督）
- ラッキーさん（1952年、市川崑監督） - 松岡
- 四十八人目の男（1952年、佐伯清監督） - 吉良の侍甲
- 上海の女（1952年、稲垣浩監督）
- 港へ来た男（1952年、本多猪四郎監督） - 山下
- 旅はそよ風（1953年、稲垣浩監督） - 番頭惣七
- 続・思春期（1953年、本多猪四郎監督） - 青年
- 亭主の祭典（1953年、渡辺邦男監督）
- 花の中の娘たち（1953年、山本嘉次郎監督） - ベルボーイ
- お祭り半次郎（1953年、稲垣浩監督） - 薬売り
- 赤線基地（1953年、谷口千吉監督） - 駐留軍の要員
- 女心はひと筋に（1953年、杉江敏男監督）
- さらばラバウル（1954年、本多猪四郎監督） - 指揮所の兵[注釈 1]
- 伊津子とその母（1954年、丸山誠治監督） - 神田書房社員
- 坊っちゃん社員（1954年、山本嘉次郎監督）
  - 続・坊っちゃん社員（1954年、山本嘉次郎監督）
- 落語シリーズ 第二話 夏祭り落語長屋（1954年、青柳信雄監督）
- かくて自由の鐘は鳴る 福澤諭吉傳（1954年、熊谷久虎監督） - 藩士・水島
- 水着の花嫁（1954年、杉江敏男監督） - 梅津進
- 次郎長三国志
  - 次郎長三国志 第八部 海道一の暴れん坊（1954年、マキノ雅弘監督）
  - 次郎長三国志 第九部 荒神山（1954年、マキノ雅弘監督） - 都田村の梅太郎
- ゴジラ（1954年、本多猪四郎監督） - 無電課長[1][注釈 2]
- 女性に関する十二章（1954年、市川崑監督）
- 密輸船（1954年、杉江敏男監督）
- 浮雲（1955年、成瀬巳喜男監督） - 踊る信者
- 天下泰平（1955年、杉江敏男監督） - 戸川
  - 続・天下泰平（1955年、杉江敏男監督） - 戸川
- お笑い捕物帖 八ッあん初手柄（1955年、青柳信雄監督） - 同心1
- 麦笛（1955年、豊田四郎監督）
- 33号車応答なし（1955年、谷口千吉監督）
- 続宮本武蔵 一乗寺の決斗（1955年、稲垣浩監督）
- 社長シリーズ
  - へそくり社長（1956年、千葉泰樹監督）
  - 続・社長三代記（1958年、松林宗恵監督）
- 乱菊物語（1956年、谷口千吉監督）
- 花嫁会議（1956年、青柳信雄監督）
- 黒帶三国志（1956年、谷口千吉監督）
- 暗黒街（1956年、山本嘉次郎監督）
- 婚約三羽烏 KONYAKU SANBAGASU（1956年、杉江敏男監督） - 受験者・山田
- 不良少年（1956年、谷口千吉監督） - 少年院職員・島田
- 囚人船（1956年、稲垣浩監督） - 少年囚・野々宮久六
- 嵐（1956年、稲垣浩監督） - 雑誌記者・宮口
- 殉愛（1956年、鈴木英夫監督）
- 空の大怪獣 ラドン（1956年、本多猪四郎監督） - 砂川技師[1]
- 星空の街（1957年、小田基義監督） - 坂井
- あらくれ（1957年、成瀬巳喜男監督）
- サラリーマン出世太閤記（1957年、筧正典監督） - 富岡
- 生きている小平次（1957年、青柳信雄監督） - 役者4
- 新しい背広（1957年、筧正典監督） - 及川先生
- 一本刀土俵入（1957年、マキノ雅弘監督） - 若い男
- 脱獄囚（1957年、鈴木英夫監督）
- 地球防衛軍（1957年、本多猪四郎監督） - 早見技師[4][3]
- 柳生武芸帳 双龍秘剣（1958年、稲垣浩監督）
- ジャズ娘に栄光あれ（1958年、山本嘉次郎監督）
- 無法松の一生（1958年、稲垣浩監督） - 町の青年
- 結婚のすべて（1958年、岡本喜八監督）
- 若い獣（1958年、石原慎太郎監督）
- 奴が殺人者だ（1958年、丸林久信監督）
- 大江戸千両祭（1958年、青柳信雄監督）
- 裸の大将（1958年、堀川弘通監督） - 魚吉の板前[注釈 1]
- 密告者は誰か（1958年、熊谷久虎監督）
- 若旦那は三代目（1958年、中村積監督）
- 暗黒街の顔役（1959年） - 板金工業の社長秘書
- 若旦那大いに頑張る（1959年、中村積監督）
- 僕は独身社員（1960年、古澤憲吾監督）